# Ophuis
Ophuis (Fries: Ophûs, [pu:s]) is een buurtschap in de gemeente Achtkarspelen, in de Nederlandse provincie Friesland. Lokaal wordt de buurtschap ook wel De Poes of Poes genoemd.
De nederzetting ligt ten noorden van Surhuisterveen en zuidwesten van Surhuizum, waaronder het ook formeel valt. De buurtschap werd in 1543 vermeld als Ophuijs en 1718 als Ophuys. De plaatsnaam zou verwijzen naar een ontstaan bij een hoger gelegen huis. Ook wordt niet uitgesloten dat 'op', verderaf gelegen zou kunnen duiden. In 1840 had de buurtschap 76 inwoners.
De bewoning van de buurtschap strekt zich uit over de Pûsterwei en De Loanekampen. Ook de eerste woningen Hurde Eker worden meestal bij de buurtschap gerekend omdat deze geheel aansluiten op de huizen op de T-splitsing, ze vormen een kleine kern tezamen. Nochtans heeft de gemeente een plaatsnaambord bij deze T-splitsing neergezet. De Hurde Eker loopt na de kern deels onverhard door naar de buurtschap Kortwoude.
Dorpen: Augustinusga · Boelenslaan · Buitenpost · Drogeham · Gerkesklooster · Harkema · Kootstertille · Stroobos · Surhuisterveen · Surhuizum · Twijzel · Twijzelerheide

Buurtschappen: Barghiem · Blauwhuis · Blauwverlaat · Buweklooster · Buwetille · De Kooten · De Laatste Stuiver · Dijkhuizen · Egypte · Gerben Allesverlaat · Hamsterpein · Hamshorn · Hiltjemoeiswouden · Jachtveld · Kortwoude · Kuikhorne (deels) · Lutkepost · Monniketille · Ophuis · Opperkooten · Rohel · Roodeschuur · Surhuizumer Mieden · Uitland · Vierhuizen · Westerend · Wildpad (deels) · Wildveld

Friesland: Steden en dorpen      Nederland: Provincies · Gemeenten